# Maria dalle Carceri
Maria dalle Carceri (zm. 1323 – władczyni Markizatu Bodonitzy w latach 1311-1323. 

## Życiorys
Była wenecką szlachcianka z Eubei, dziedziczka jednej szóstej wyspy Negroponte. Jej pierwszym mężem był Albert Pallavicini, drugim Andrea Cornaro. Objęła rządy w państwie w następstwie Bitwy nad rzeką Kefissos. 